# Simon Wright
Simon Wright (Alden, 1963. június 19.) angol dobos, a Dio együttes tagja, aki az AC/DC dobosaként lett ismert világszerte az 1980-as években.

## Zenei pályafutása
Wright az 1970-es évek végén a Tora Tora nevű zenekarban kezdte karrierjét, majd csatlakozott a brit heavy metal új hullámával feltűnt manchesteri A II Z együtteshez, amelynek 1980-ban megjelent koncertlemezén szerepelt. Az A II Z feloszlása után Londonba költözött. 1982-ben először az Aurora tagja lett, majd átigazolt a Tytanbe. 1983-ban a Sound magazinban megjelent hirdetésre jelentkezve lett az AC/DC dobosa, akik Phil Rudd távozása után kerestek új dobost. Több, mint hat évig játszott az ausztrál hard rock csapatban, majd 1990 januárjában bejelentette, hogy kilép.
Ronnie James Dio hívására csatlakozott a Dio zenekarhoz, hogy felvegyék a Lock up the Wolves albumot. A lemezbemutató turné után a zenekar szétszéledt, és Wright beszállt az amerikai Rhino Bucketbe, akik ügyesen koppintották az AC/DC zenéjét. 1995 és 1998 között a UFO zenekarral koncertezett, közben szerepelt a Europe-gitáros John Norum 1996-os szólóalbumán. 1998-ban újra csatlakozott Ronnie James Dio csapatához, amelynek mai napig tagja. 2007 óta a Rhino Bucketbe is visszatért, 2009-ben pedig Tim "Ripper" Owens első szólólemezén játszott.

## Diszkográfia
A II Z
- The Witch of Berkeley (1980) - koncertlemez

AC/DC
- Flick of the Switch (1983)
- Fly on the Wall (1985)
- Who Made Who (1986) - válogatás
- Blow Up Your Video (1988)

Dio
- Lock up the Wolves (1990)
- Magica (2000)
- Killing the Dragon (2002)
- Master of the Moon (2004)

Rhino Bucket
- Pain (1994)
- Pain & Suffering (2007)
- The Hardest Town (2009)

John Norum
- Worlds Away (1996)

UFO
- Werewolves in London (1999) - koncertalbum

Tim "Ripper" Owens
- Play My Game (2009)